# Torre del Salvador
La Torre del Salvador (rus: Спа́сская башня, Spàsskaia bàixnia) és la torre principal del mur est del Kremlin de Moscou, situada al costat de la Plaça Roja.

## Història
La Torre del Salvador va ser construïda el 1491 durant el regnat d'Ivan III de Rússia per l'arquitecte italià Pietro Antonio Solari. Inicialment, es va anomenar Torre Frólovskaia en honor a l'Església de Flor i Laure del Kremlin. El nom actual de la torre procedeix de la icona de Spas Nerukotvorni (Mandílion o «El Salvador No Fet Per Mà Humana »), que va ser col·locat sobre la porta de la torre, al mur interior, el 1658 (va ser retirat el 1917) i de la icona de Spas Smolenski («Salvador de Smolensk »), pintat al mur exterior de la torre al segle xvi (va ser enguixat el 1937 i restaurat el 2010).
La Torre del Salvador va ser la primera torre de les moltes torres del Kremlin del Moscou que van ser coronades amb una cuculla entre 1624 i 1625 pels arquitectes Bajén Ogurtsov i Christopher Galloway. Segons diversos documents històrics, el rellotge de la Torre del Salvador es va col·locar entre 1491 i 1585. És usualment denominat Rellotge del Kremlin i designa l'hora de Moscou oficial. La cara del rellotge té un diàmetre de sis metres.
La porta de la torre era antigament l'entrada principal del Kremlin. A l'època dels tsars, qualsevol que passés per la porta havia de treure's el seu barret i desmuntar els seus cavalls en senyal de respecte. Només podien passar per la porta els caps d?estat i els alts càrrecs del Politburó o el govern.
Sobre les portes de la torre hi havia la següent inscripció:
IOANNES VASILII DEI GRATIA MAGNUS DUX VOLODIMERIAE, MOSCOVIAE, NOVOGARDIAE, TFERIAE, PLESCOVIAE, VETICIAE, ONGARIAE, PERMIAE, BUOLGARIAE ET ALIAS TOTIUSQ(UE) RAXIE D(OMI)NUS, A(N)NO 30 IMPERII SUI HAS TURRES CO(N)DERE F(ECIT) ET STATUIT PETRUS ANTONIUS SOLARIUS MEDIOLANENSIS A(N)NO N(ATIVIT) A(TIS) D(OM)INI 1491 K(ALENDIS) M(ARTIIS) I(USSIT) P(ONERE).

## Unió Soviètica i actualitat
Després de la creació de la Unió Soviètica, el 1935 el govern soviètic va instal·lar una estrella vermella en lloc de l'àliga imperial que hi havia al cim de la Torre del Salvador. L'alçada de la torre és de 71 metres inclosa l'estrella. La tradició de desmuntar el cavall i treure's el barret va acabar durant l'època soviètica. Els cotxes s'acostaven a la porta pel carrer que passa pel costat dels grans magatzems GUM . Tota la resta del trànsit es va desviar per la Porta de Borovitski. La Torre del Salvador suposava un problema després de la dissolució de la Unió Soviètica : en la nova economia capitalista i de mercat, el pas de vehicles interrompia el flux de vianants al GUM i altres centres comercials, malgrat que realment només uns pocs vehicles passessin per la porta cada dia. El 1999, es va decidir tancar la porta a tot el trànsit. Tot i això, la porta se segueix usant ocasionalment quan s'han de fer reparacions a la Porta de Borovitski. A més, actualment la porta s'obre per rebre les caravanes presidencials el dia d'investidura, per a les desfilades de la victòria i per rebre l'arbre de Cap d'Any . A l'agost de 2010, es va descobrir i va restaurar la icona del Salvador de Smolensk, situat damunt de la porta.

## Galeria d'imatges

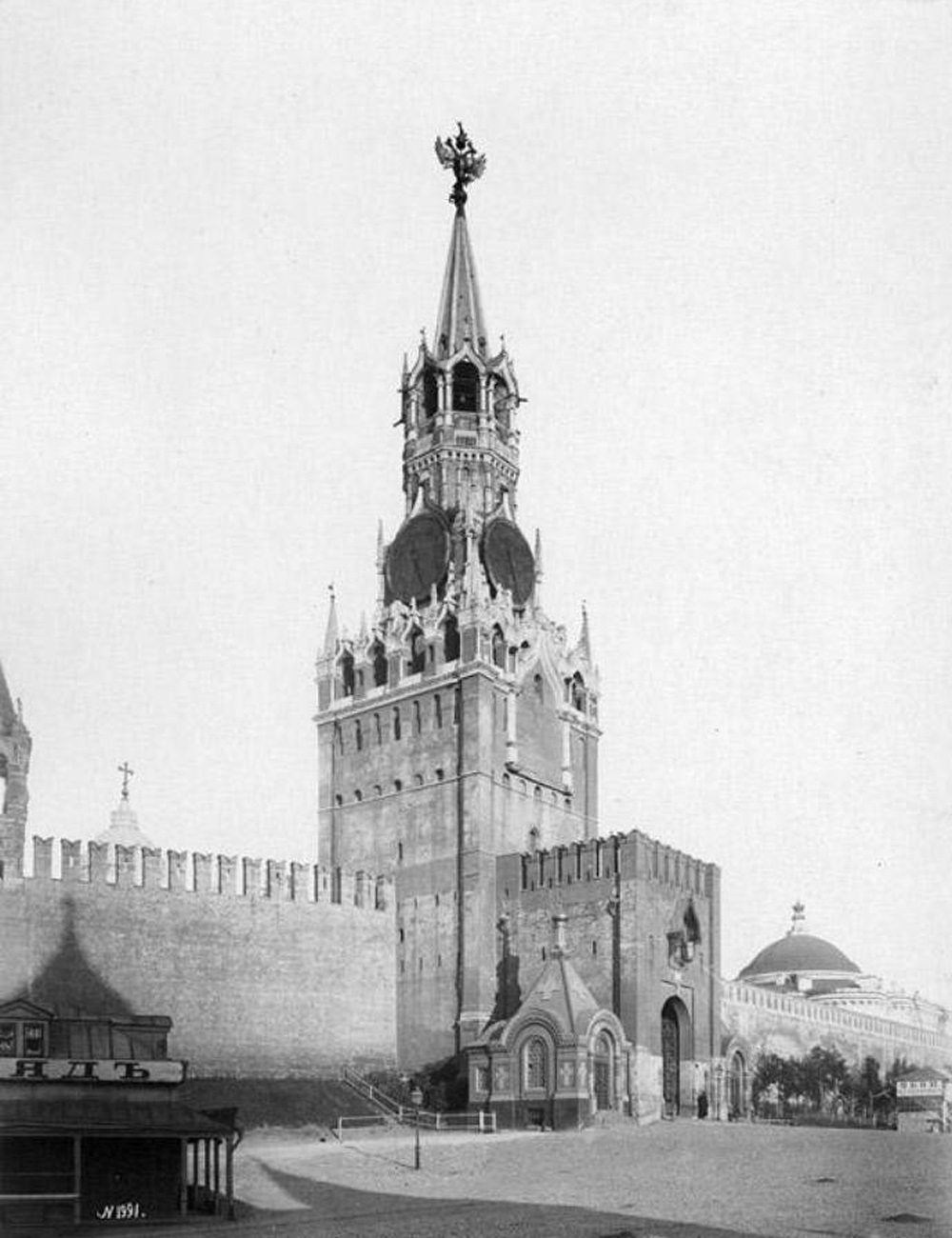
La Torre del Salvador el 1880.
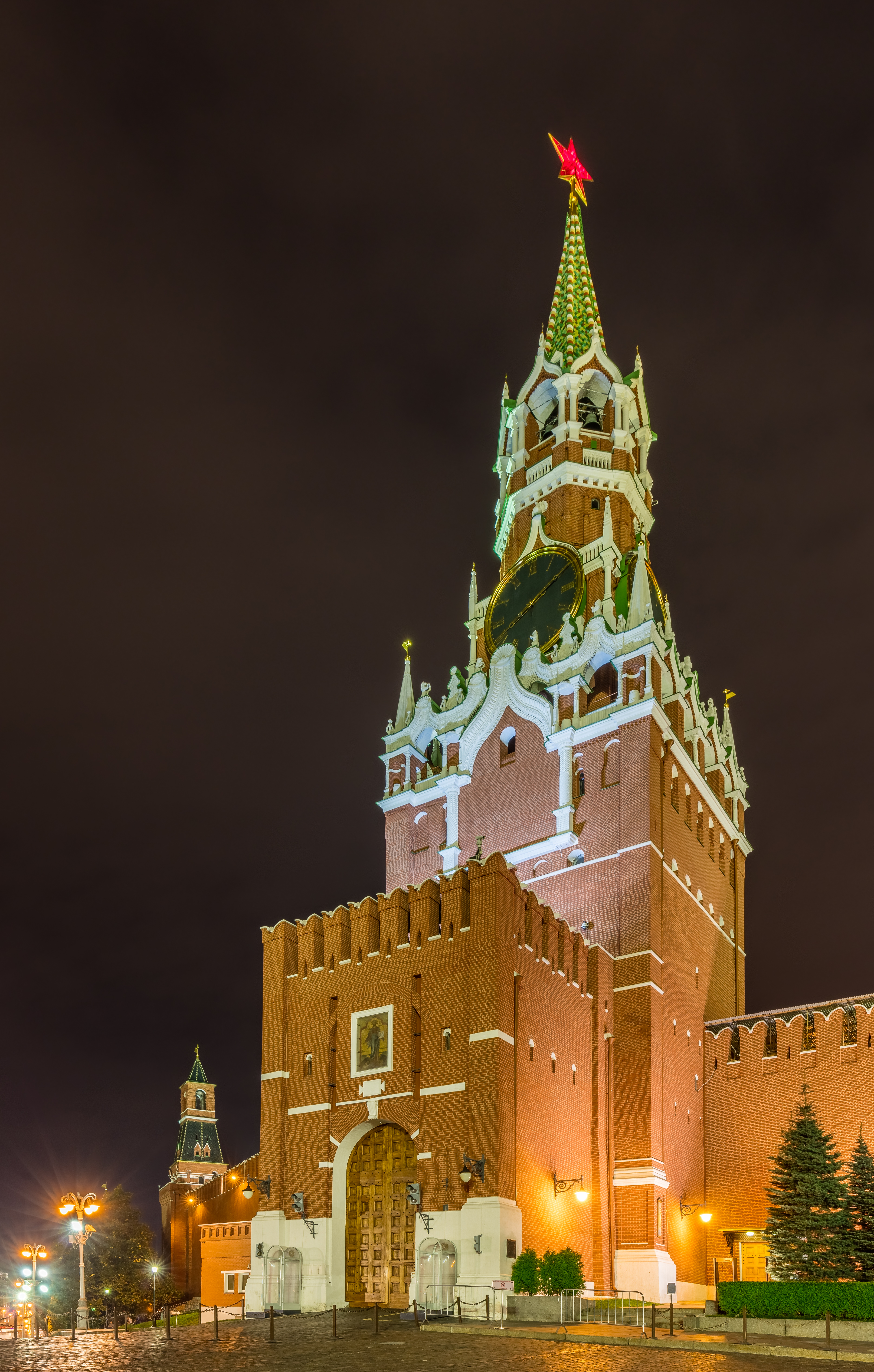
La Torre del Salvador a la nit.
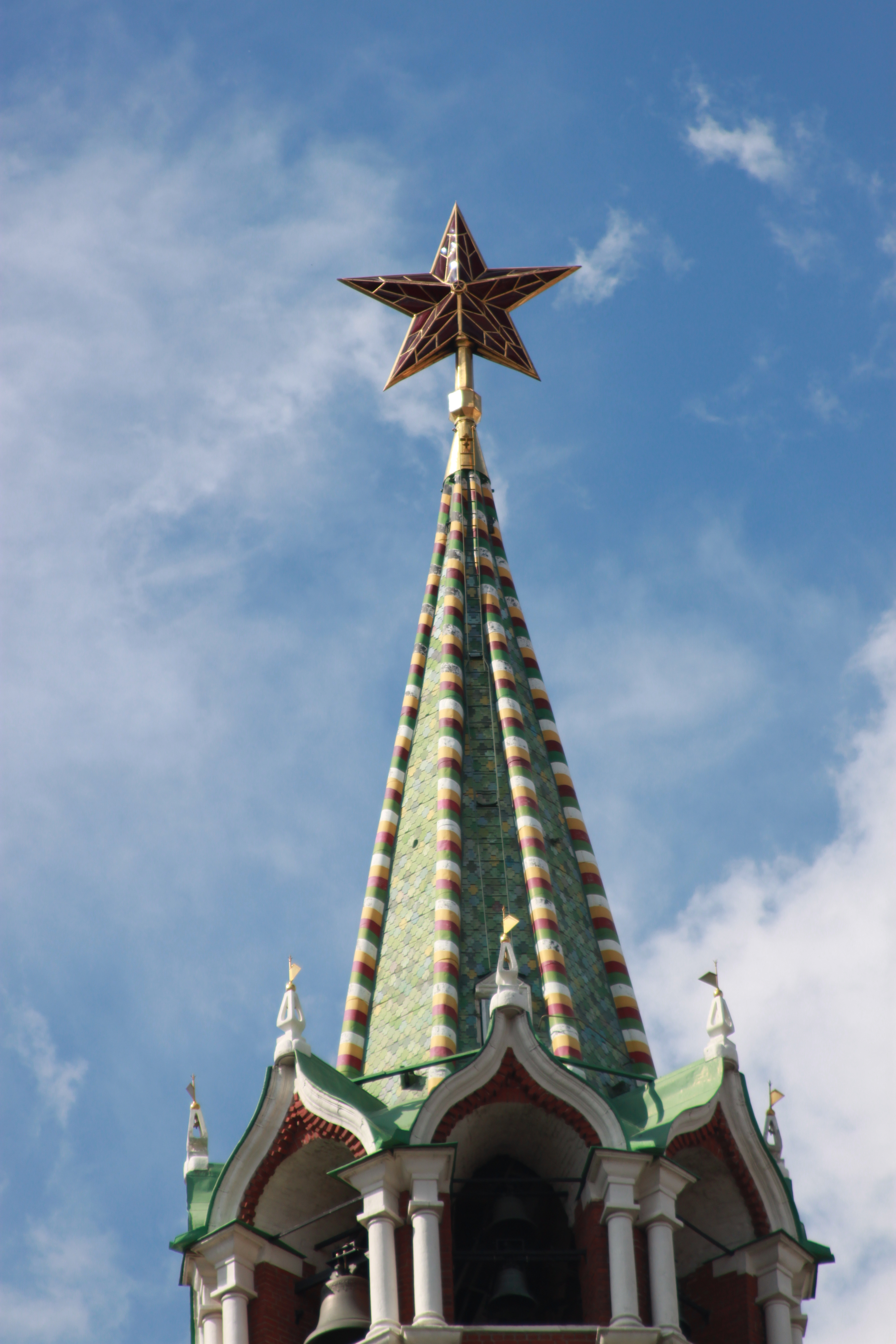
Una estrella del Kremlin en la Torre del Salvador.
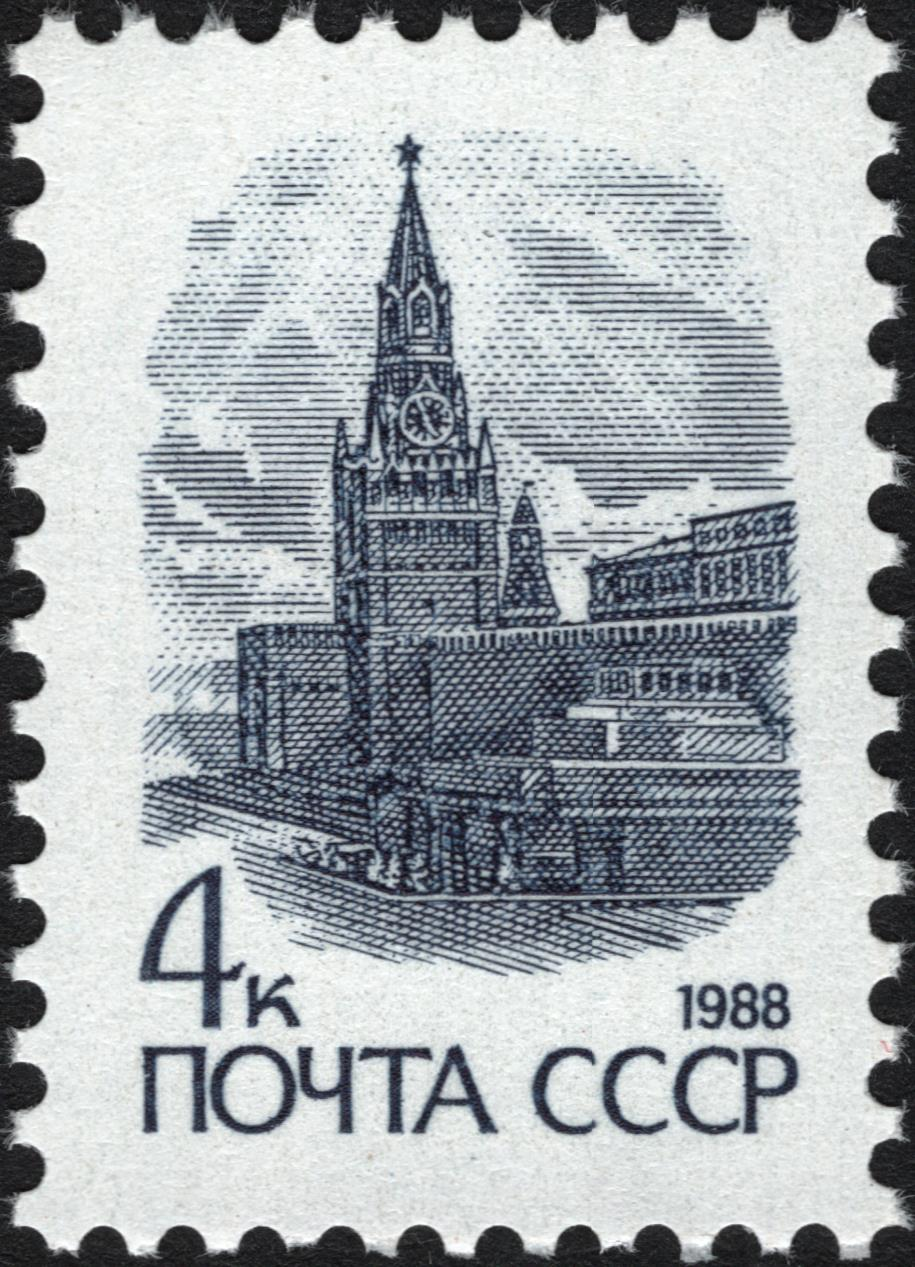
Un segell soviètic amb la torre.
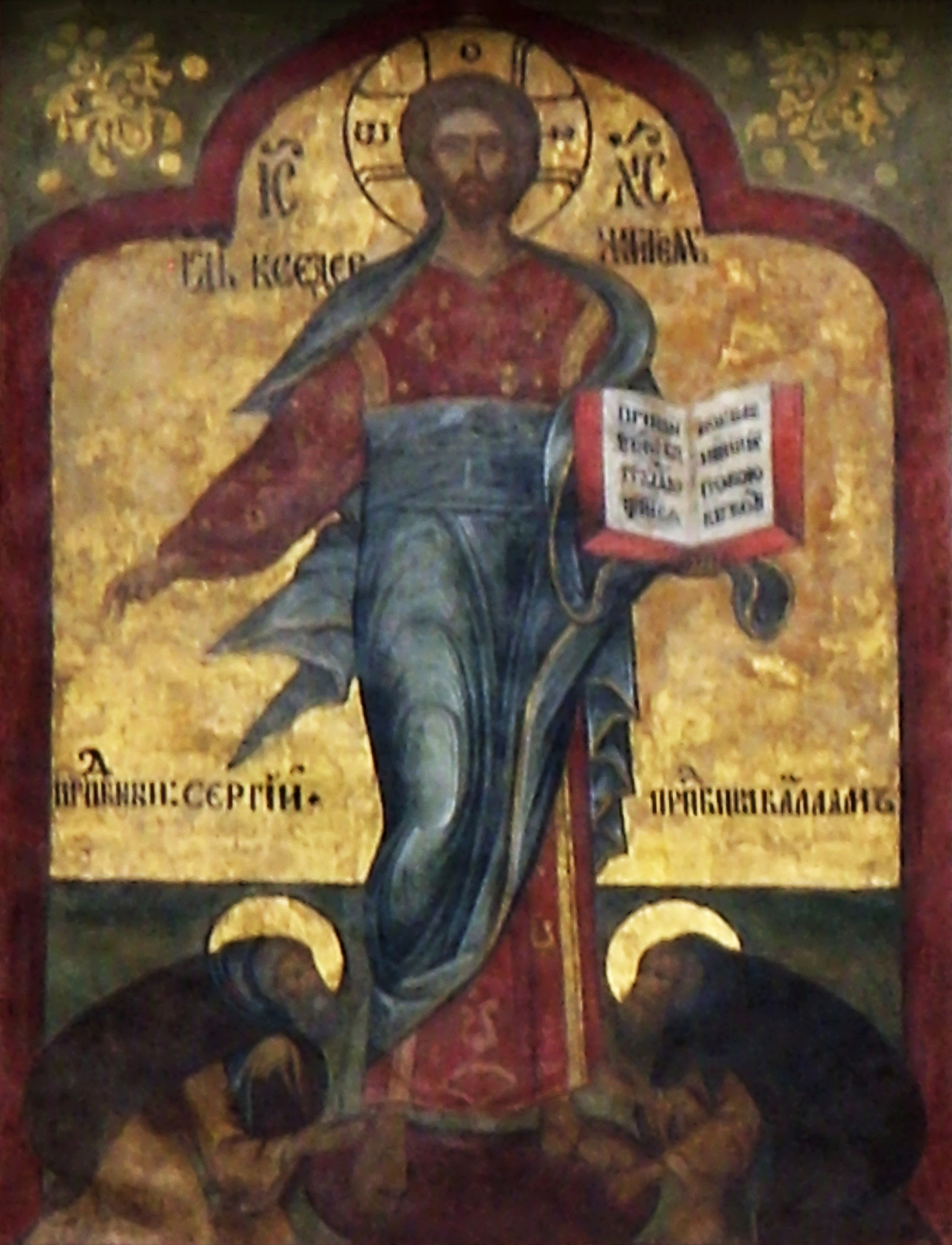
Spas Smolenski.
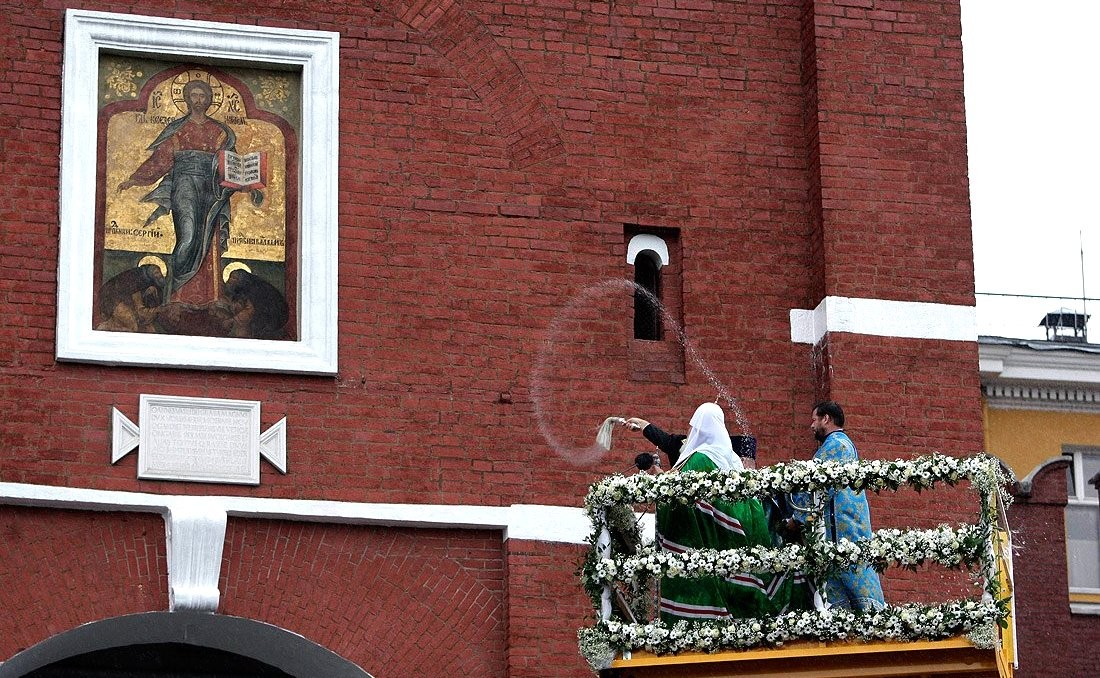
Cerimònia de santificació de la icona l'agost de 2010.
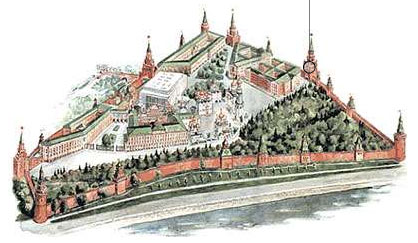
Localització de la torre al Kremlin, marcada amb un cercle.
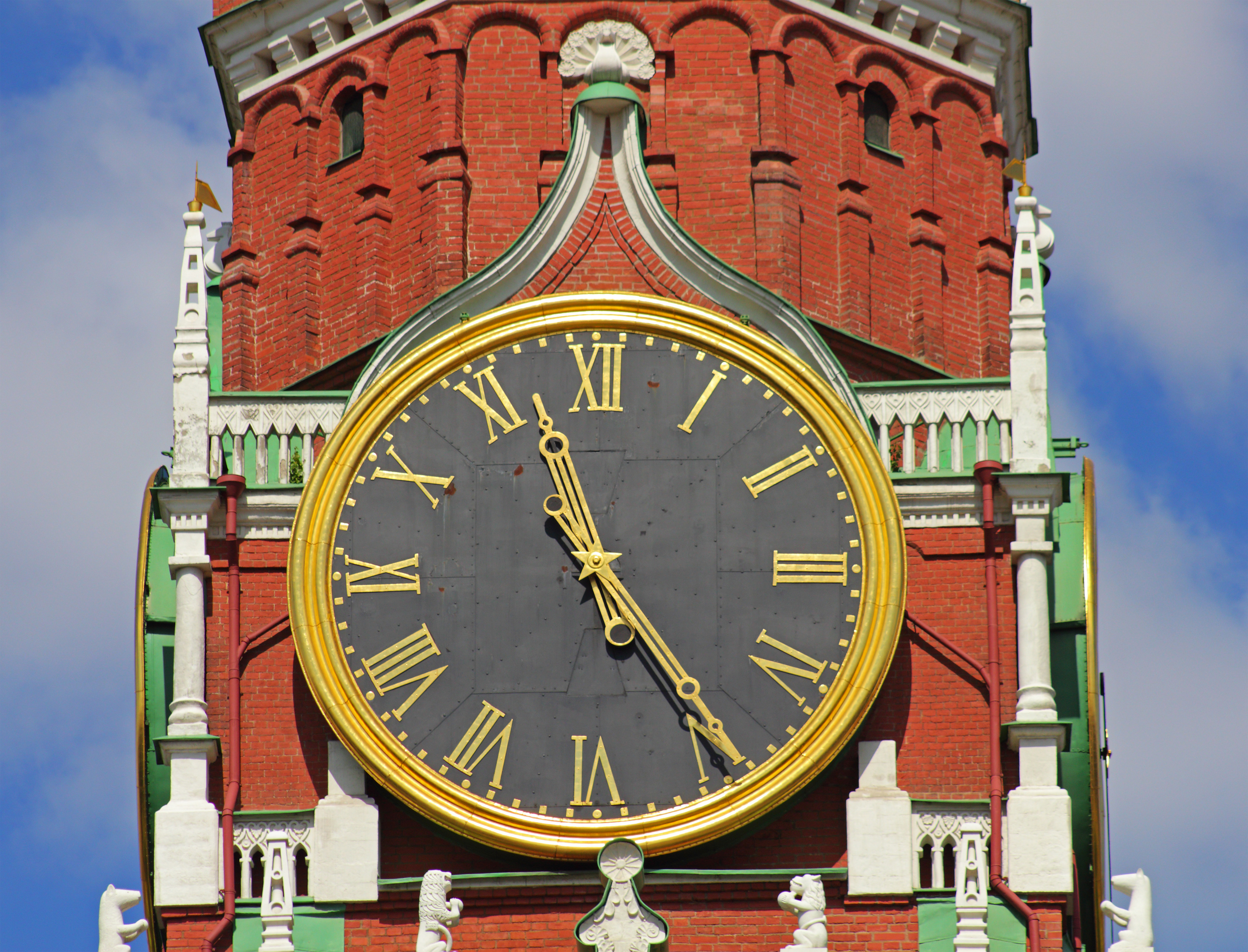
El Rellotge del Kremlin.